# Extrudált kenyér
Az extrudált kenyér magas rost- és alacsony nátriumtartalommal rendelkezik. Általában különböző diéták, fogyókúrák tartozéka.
Az extrudált kenyérfélék 1986 óta vannak jelen a magyar élelmiszerpiacon. Forgalmazója, az abonyi Újvilág Mezőgazdasági és Élelmiszeripari Szövetkezet nagyjából a magyar piac felét uralja, de megtalálhatóak külföldi extrudált kenyérfélék is Magyarországon.
Számos változata létezik, natúr, rozsos, korpás, kukoricás, pizzás és gluténmentes változatai is vannak. Különleges eljárással készül, gyártás során a magas hőmérséklet és a nyomáskülönbség alkalmazásával. Alkalmas a hagyományos kenyér alkalmankénti helyettesítésére.